# Stemmat
Stemmat – gatunek literacki spokrewniony z emblematem, kompozycja wiersza oraz umieszczonej nad nim ryciny, zamieszczana zwykle na odwrocie strony tytułowej książki. Zarówno wiersz, jak i rycina nawiązują do herbu osoby, która przyczyniła się do druku książki. Stemmata były popularne przede wszystkim na obszarze I Rzeczypospolitej od XVI do XVIII wieku.